# Oktagon (Band)
Oktagon war eine deutsche Fusion-Band um die Gebrüder Weindorf aus den 1980er-Jahren. Sie ist allerdings nicht der Vorläufer von Zara-Thustra, wenngleich auch sie von den Gebrüdern Weindorf gegründet wurde.

## Bandgeschichte

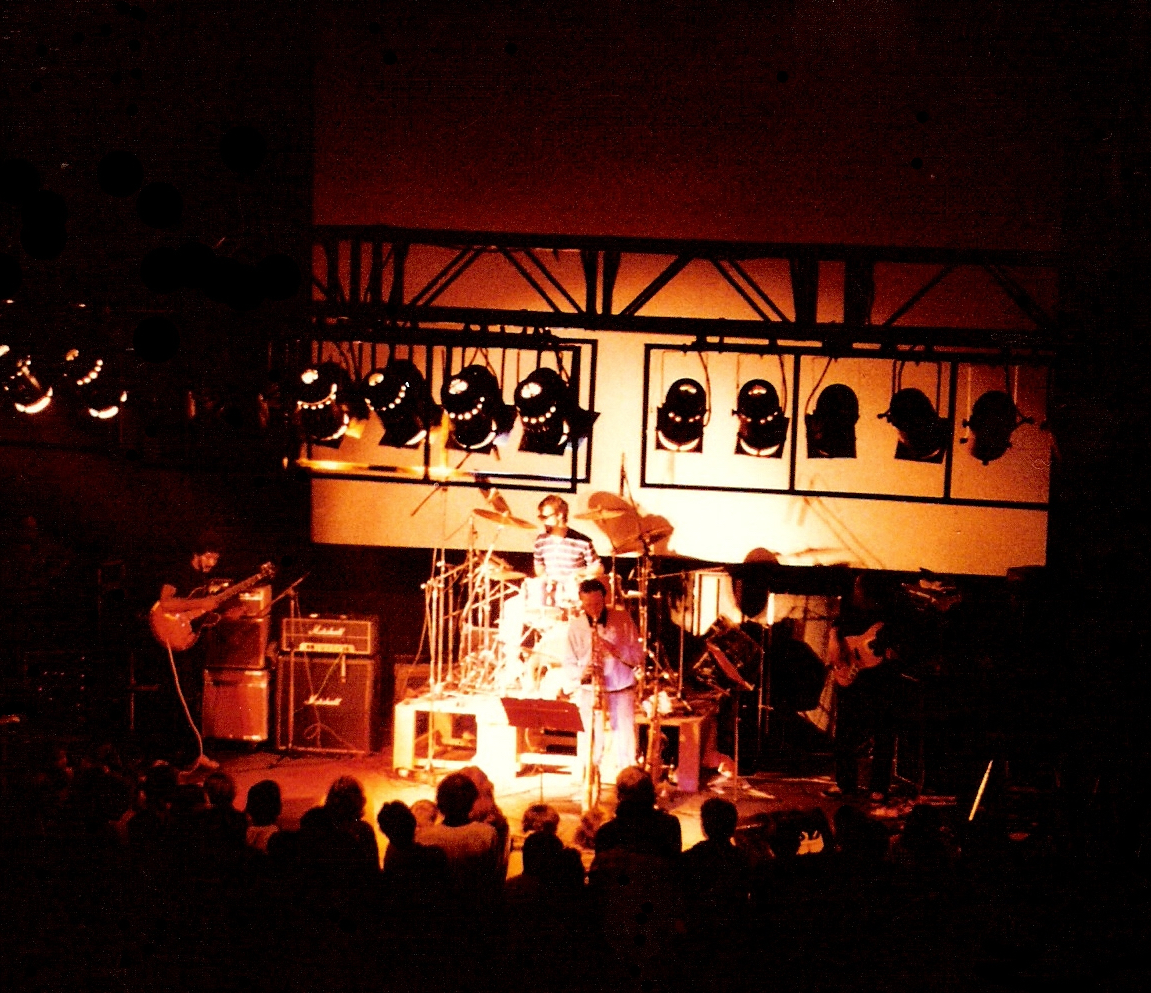
Oktagon Konzert 1982

Oktagon wurde von den Brüdern Hermann und Berthold Weindorf und dem Bassisten Litschie Hrdlička ins Leben gerufen. In der Urbesetzung waren außerdem der Schlagzeuger Ernst Seibt und der Gitarrist Hans Meinzinger Mitglieder. Kurze Zeit später wurden Hans Meinzinger von Wesley Plass (später Studiomusiker u. a. bei Frumpy, Pur, Udo Lindenberg, Harold Faltermeyer) und Ernst Seibt von Curt Cress ersetzt. Komplettiert wurde die Formation durch den schon Ende der 1970er-Jahre in der Münchener Musikszene sehr bekannten Percussionisten Harry Buckl.
Auf ihrem zweiten Album Orientation (1982) übernahm der jüngste der Weindorf-Brüder, Alfons, das Schlagzeug. Da Harry Buckl nach den Aufnahmen zum ersten Album nach Venezuela zu weiteren Studien ging und auch Wesley Plass sich anderen Projekten widmete, wurden für die Gitarre Roykey Wydh (Snowball, Klaus Doldingers Passport) und für die Percussion Elmer Louis (Herbie Mann, Passport) verpflichtet.
Oktagon war in den Jahren 1980 bis 1982 live sehr aktiv. Vor allem in der Münchener Jazzszene war die Formation ein gern gesehener Gast, so z. B. im Domicile, dem Jazzclub Unterfahrt oder der Vielharmonie.

## Stil

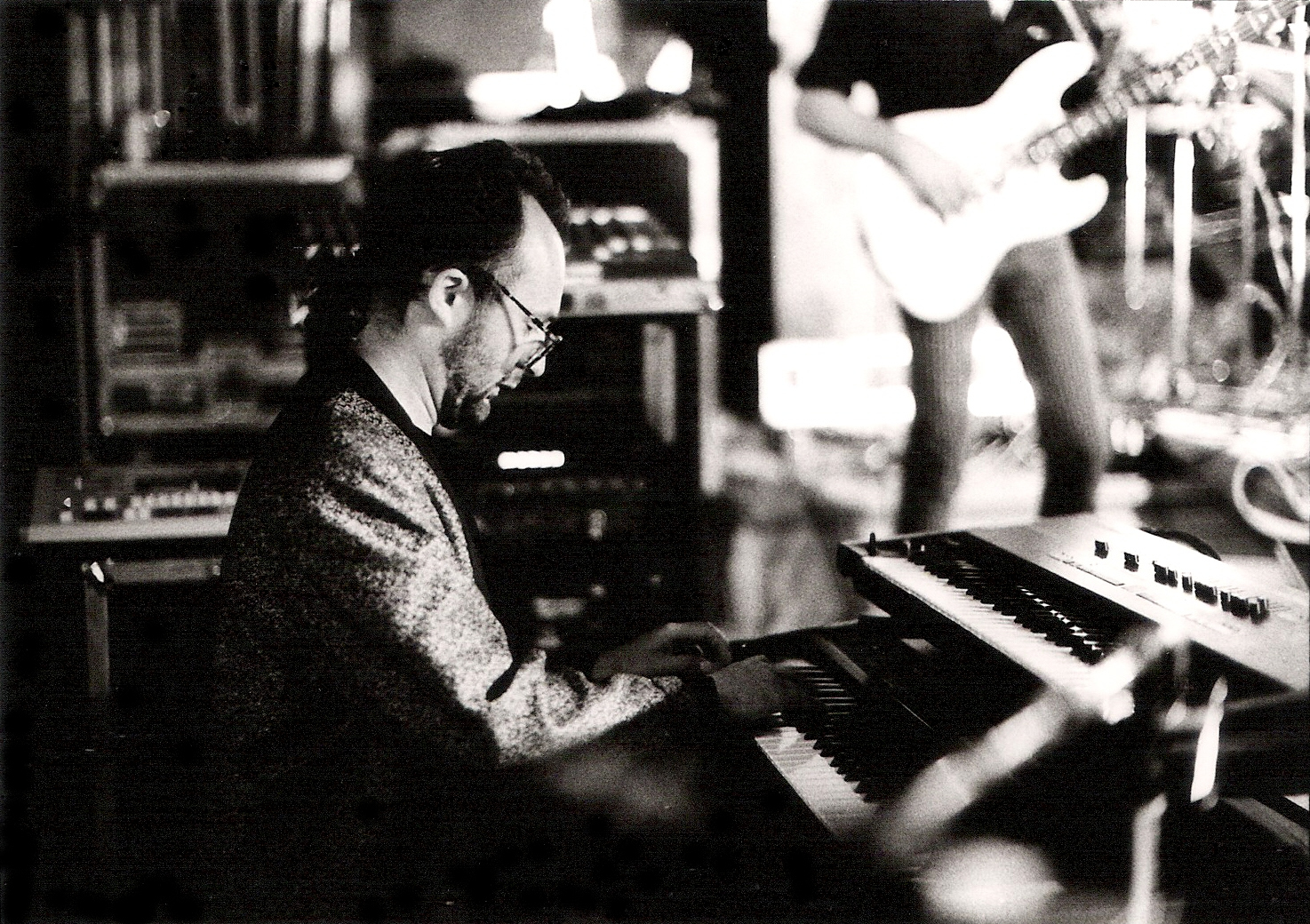
Hermann Weindorf live mit Oktagon 1982

Vom Stil her ist Oktagon in etwa mit Weather Report zu vergleichen. Maßgeblichen Anteil am Stil der Band hatte Litschie Hrdlička durch sein virtuoses Spiel auf dem Fretless Bass.
Ihr Debütalbum hieß wie der Bandname Oktagon, wurde im Münchner Country Lane Studio aufgenommen und 1980 vom neu gegründeten Label Weryton (der Name ist ein Akronym für den Namen von Werner Rygol, seinem ersten Besitzer und Hauptproduzenten) veröffentlicht.
Die meisten Titel stammten aus der Feder von Hermann Weindorf, der auch auf zwei Titeln singt, Surrounding (S'Schließt Mi Ei) und Reflection (Ruhig Wird's). Gesungen wird in Deutsch, allerdings mit Allgäuer Dialekt, was diesen Titeln einen besonderen Touch gibt. Überhaupt ist Gesang bei einer Fusion-Band eher ungewöhnlich. Alle Kompositionen sind im Stil des klassischen Fusion-Jazz gehalten.
Litschie Hrdličkas Komposition Vulcan Dance wurde von Joe Kienemann als regelmäßiger Vorspann seiner wöchentlichen Jazzsendung „Jazz Today“ im Bayerischen Rundfunk verwendet. Auf dem Album wurde Hrdličkas Name fälschlicherweise als „Herdlicka“ notiert.
Das zweite Album, Orientation, erschien 1982. Die Stücke, bis auf eines, wurden wieder von Hermann Weindorf komponiert. Den Titelsong Orientation schrieb Litschie Hrdlička. Auch auf diesem Album singt Hermann Weindorf auf den beiden Titeln, Burned Out (Ausbrennt) und I mag di wiederum in Deutsch im Allgäuer Dialekt. Die Melodieführung in I mag di ließ schon erahnen, wie die Melodielinien bei den späteren Zara-Thustra-Titeln klingen würden, da es sehr starke Ähnlichkeiten gibt. Zum Stück Black Blossoms Around Midnight gibt es ebenfalls einen Text, der von Hermann Weindorf nicht gesungen, sondern gesprochen wird.
Nach der Veröffentlichung des zweiten Albums löste sich Oktagon auf. Im selben Jahr 1982 erschien das Debütalbum Eiskalt von Zara-Thustra.